# Annonay-Nord (tổng)
Tổng Annonay-Nord là một tổng của Pháp nằm ở tỉnh Ardèche trong vùng Rhône-Alpes.

## Hành chính
Canton renouvelé en 2004, renouvelable en 2010.
| Giai đoạn        | Ủy viên       | Đảng | Tư cách                        |
| ---------------- | ------------- | ---- | ------------------------------ |
| depuis mars 1998 | Denis Lacombe | PS   | Conseiller municipal d'Annonay |

## Các đơn vị hành chính
Tổng Annonay-Nord bao gồm 6 xã với dân số 18 752 người (điều tra năm 1999, dân số không tính trùng).
| Xã                       | Dân số | Mã bưu chính | Mã insee |
| ------------------------ | ------ | ------------ | -------- |
| Annonay (1)              | 10 924 | 07100        | 07010    |
| Boulieu-lès-Annonay      | 2 096  | 07100        | 07041    |
| Davézieux                | 2 629  | 07430        | 07078    |
| Saint-Clair              | 918    | 07430        | 07225    |
| Saint-Cyr                | 996    | 07430        | 07227    |
| Saint-Marcel-lès-Annonay | 1 189  | 07100        | 07265    |

(1) một phần xã.

## Thông tin nhân khẩu
| 1962                                                     | 1968 | 1975 | 1982 | 1990 | 1999   |
| -------------------------------------------------------- | ---- | ---- | ---- | ---- | ------ |
| -                                                        | -    | -    | -    | -    | 18 752 |
| Nombre retenu à partir de 1962 : dân số không tính trùng |      |      |      |      |        |